# Geyeria decussata
Geyeria decussata is een vlinder uit de familie Castniidae. De soort komt voor in het Neotropisch gebied. De wetenschappelijke naam van de soort is, als Castnia decussata, in 1824 gepubliceerd door Jean-Baptiste Godart.

## Synoniemen
- Castnia strigata Walker, 1854
- Castnia godartii Ménétriés, 1857
- Castnia melaleuca Westwood, 1877 nomen nudum
- Geyeria discoidalis Buchecker, 1880